# Marià Fortuny i Marsal
Marià Fortuny i Marsal, talvolta riportato erroneamente come Marià Fortuny i Carbó, ma meglio noto col nome italianizzato Mariano Fortuny (in catalano /məˈɾja fuɾˈtuɲ i mərˈsal/; Reus, 11 giugno 1838 – Roma, 21 novembre 1874), è stato un pittore spagnolo, uno dei più rilevanti del panorama artistico spagnolo del XIX secolo.

## Biografia
Fortuny nacque nel 1838 a Reus, in Catalogna, da una famiglia di modeste origini. All'età di dodici anni rimase orfano di madre e venne assegnato alla tutela del nonno. Quest'ultimo riconobbe immediatamente le capacità artistiche del nipote e gli fece frequentare la scuola del pittore Domènec Soberano (1825–1909). Due anni dopo, nel 1852, quando si trasferì a Barcellona, Fortuny fu subito notato per la propria abilità manuale e ottenne così una borsa di studio che gli permise di frequentare la Scuola di Belle Arti. Grazie ad un ulteriore finanziamento poté terminare gli studi a Roma, dove giunse nel 1858. Qui strinse amicizia con il pittore romano Attilio Simonetti (1843–1925) con il quale viaggiò a Napoli ed entrò in contatto con l'ambiente pittorico napoletano. Simonetti divenne suo allievo e divise con lui lo studio in Via Flaminia.
Quando nel 1860 scoppiò la guerra ispano-marocchina, le autorità di Barcellona incaricarono Fortuny di recarsi in Marocco per immortalare le scene delle battaglie; risalgono a questo periodo numerose opere di ottima fattura, tra cui La battaglia di Tetuán. Nei mesi passati in Marocco Fortuny rimase fortemente influenzato dalla vivacità cromatica dei colori africani, al punto che fece ritorno a Tangeri per altre tre volte: la predilezione per i soggetti orientaleggianti lo avrebbe accompagnato per tutto il resto della sua vita.

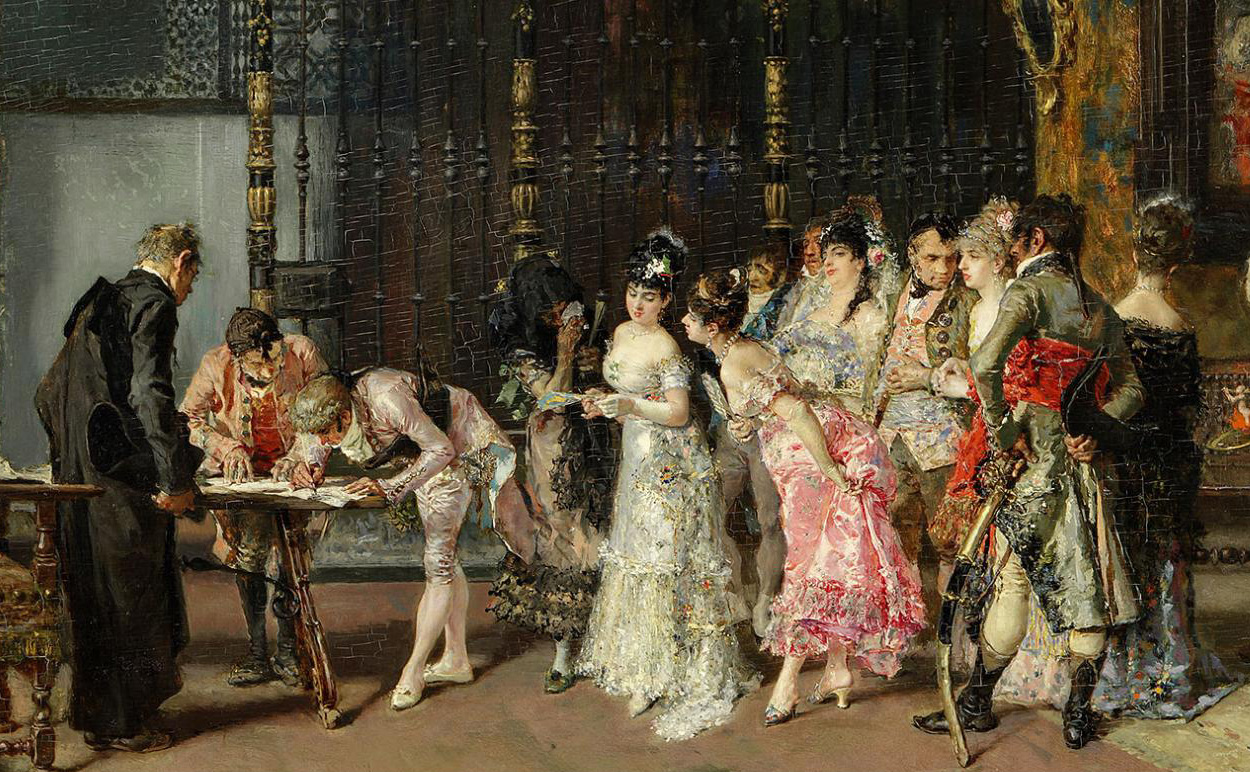
La Vicaría (dettaglio)

Di ritorno dall'Africa Fortuny fece poi tappa a Parigi (dove trasse ispirazione dalle opere di Delacroix) e quindi a Roma. A questo secondo soggiorno romano risalgono la sua opera più celebre, La Vicaría, nonché una serie di piccoli olii e acquerelli che dimostrano il suo valore di miniaturista così come la sua eccezionale maestrìa nella tecnica e nella modulazione del colore. Gli entusiastici commenti di Théophile Gautier ("Fortuny come acquafortista eguaglia Goya e si avvicina a Rembrandt") gli procurarono in breve tempo fama internazionale.
Fortuny sposò Cecilia de Madrazo, figlia di Federico de Madrazo, direttore del Museo del Prado, e negli anni successivi si spostò per mezza Europa, vivendo prima a Parigi (1870), poi due anni a Granada e infine a Roma. Dopo alcuni brevi viaggi a Parigi, Londra e Napoli, Fortuny morì a Roma il 21 novembre 1874 all'età di 36 anni, in seguito ad una emorragia allo stomaco dovuta ad un'ulcera e fu sepolto presso il Cimitero del Verano. Immediatamente dopo la sua morte fu l'amico Simonetti a curare la prima vendita di oggetti raccolti da Fortuny. Nel 1875, all'Hôtel de Drouot a Parigi, vennero messi all'asta tutti i pezzi di antiquariato più importanti che il maestro aveva comprato durante i suoi numerosi viaggi.
Fortuny fu un modello per molti artisti spagnoli della seconda metà dell'Ottocento. Tra di essi, si distinse in particolar modo José Villegas Cordero, anch'egli operante in Italia.
A Reus il nome di Fortuny è legato al teatro a lui dedicato, nonché a strade e piazze, mentre la chiesa priorale della cittadina conserva il cuore dell'artista.
Il figlio di Fortuny, Marià Fortuny i de Madrazo, fu a sua volta un famoso pittore, nonché scenografo e disegnatore.

## Opere scelte
- Askari (1860 circa), Biblioteca Museo Víctor Balaguer, Barcellona.
- L'odalisca (1861), Museo nazionale d'arte della Catalogna, Barcellona.
- L'odalisca (1862), collezione privata.
- La battaglia di Tetuán (1864), Museo nazionale d'arte della Catalogna, Barcellona.
- Fantasia su un'aria del Faust (1866), Museo del Prado, Madrid.
- L'incantatore di serpenti (1869), Walters Art Museum, Baltimora.
- Un marocchino (1869), Museo del Prado, Madrid.
- La vicaría (1870), Museo nazionale d'arte della Catalogna, Barcellona.
- Carmen Bastián (1871), Museo nazionale d'arte della Catalogna, Barcellona.
- Vecchio ignudo al sole (1871), Museo del Prado, Madrid.
- Il giardino di casa Fortuny (1872-1877), Museo del Prado, Madrid.
- La selezione di una modella (1874), Corcoran Gallery of Art, Washington.